# Стеклоочиститель (мультфильм)
«Сте́клоочисти́тель» (англ. The Windshield Wiper) — испано-американский анимационный короткометражный фильм 2021 года, снятый режиссером и сопродюсером Альберто Мьельго совместно с Лео Санчесом. Премьера фильма состоялась на Каннском кинофестивале 2021 года в рамках «Двухнедельника режиссёров», а на 94-й церемонии вручения премии «Оскар» он получил награду за лучший анимационный короткометражный фильм.

## Сюжет
В кафе, выкуривая целую пачку сигарет, мужчина задаёт амбициозный вопрос: «Что такое любовь?». Набор виньеток и мизансцен приведёт мужчину к желаемому выводу.